# Lindapterys
Lindapterys là một chi ốc biển, là động vật thân mềm chân bụng sống ở biển thuộc họ Muricidae, họ ốc gai.

## Các loài
Các loài thuộc chi Lindapterys bao gồm:
- Lindapterys murex (Hedley, 1922)[2]
- Lindapterys sanderi Petuch, 1987[3]
- Lindapterys soderiae Callea, Volpi, Martignoni & Borri, 2001[4]
- Lindapterys vokesae Petuch, 1987[5]